# Jürgen Gehl
Jürgen Gehl (* 6. Juli 1930 in Berlin; † 25. Januar 2012 in Wachtberg-Berkum) war ein deutscher Jurist und Diplomat.

## Leben
Nach dem Abitur in Hamburg studierte Gehl Rechtswissenschaften und Geschichte in Freiburg und Tübingen. In Tübingen wurde er 1951 Mitglied der Burschenschaft Derendingia. Nach Ablegung beider juristischer Staatsprüfungen wechselte er 1954/1955 nach Heidelberg. Dort wurde er im Jahre 1956 zum Dr. jur. promoviert. Nachdem er ein Oxford-Stipendium der Universitätsgesellschaft Hamburg erhalten hatte, studierte er drei Jahre an der University of Oxford neuere europäische Geschichte. Mit einer Arbeit über den Anschluss Österreichs wurde er bei Alan Bullock zum Dr. phil. promoviert.
1961 trat Gehl in den Auswärtigen Dienst ein. Nach Ableistung des Vorbereitungsdienstes wurde er zunächst Ständiger Vertreter an der Botschaft in Brazzaville (1963 bis 1965). Darauf folgten die Verwendung als Ständiger Vertreter bei den Vereinten Nationen in New York (1965 bis 1968), in der Zentrale in Bonn (1968 bis 1969) und an der Botschaft in Seoul (1969 bis 1973). Nachdem er erneut für mehrere Jahre in der Zentrale des Auswärtigen Amtes tätig gewesen war, kam er 1977 an die Botschaft in New Delhi, ehe er von 1980 bis 1984 Ständiger Vertreter an der Botschaft in Prag und zuletzt bis 1988 an der Botschaft in Islamabad war. Im Jahre 1988 erfolgte die Ernennung zum Botschafter in Liberia. Von 1991 bis 1993 war Gehl Botschafter in Mosambik und von 1993 bis 1995 Botschafter in Bangladesch. 1995 trat er schließlich in den Ruhestand ein.

## Schriften
- Das Verhältnis der Körperverletzungs- und Lebensgefährdungsdelikte zu den Tötungsdelikten, 1956.
- Austria, Germany and the Anschluss 1931–1938. Oxford University Press, London 1963.